# Fira de les Quaranta Hores
La Fira de les 40 hores és una fira multisectorial anual de Ripoll que es va recuperar el 1983. El nom de la fira té a veure amb la celebració cristiana de les Quaranta Hores, quan antigament, els dos darrers dies de quaresma i el diumenge de Passió, el Santíssim Sagrament romania exposat durant quaranta hores al monestir de Ripoll per tal que els vilatans el visitessin. El 2017 va comptar amb uns dos cents expositors.
Tot i que data de l'època medieval, la fira perdre popularitat fins a desaparèixer. Ara fa més de trenta anys que es va recuperar i avui se la considera al territori la millor manera de donar la benvinguda a la primavera. Així, la Fira de les 40 hores esdevé cada any un gran aparador dels productes que s'elaboren i es negocien a la comarca del Ripollès, tot i que també compta amb expositors de fora. Inclou des d'estands comercials fins a petites parades de tota mena de productes. Per donar-hi un caràcter més festiu també es porten a terme actes lúdics.